# Illa de Maio
L'illa de Maio (crioll capverdià Dja r’ Mai’) és una illa de Cap Verd, la principal vila de la qual és Vila do Maio (Porto Inglés).
És una illa d'origen volcànic, va ser descobert pels vents alisis, que van fer de l'illa aplanat, tal vegada recordant els deserts d'Àfrica. Antic port d'exportació de la sal que es produïa aquí fins al segle xx. Desperta una profunda sensació d'excentricitat en gaudir de les seves immenses platges de sorra daurada i diversos tons de blau, gairebé mai són freqüentades. La infinitat de llocs secrets, perpetua el romanticisme que roman en l'aire. I si una part és predominant est el seu caràcter, per l'altre, el vent i les aigües cristal·lines i riques en flora i fauna marines proporcionen un entorn idíl·lic per a la pràctica d'esports nàutics i aquàtics.
Posseeix també una important indústria de pesca i agricultura.

## Població
Cap al 1832, la població era estimada en 2.500 habitants.
| Població de Maio, Cap Verd (1940—2010) | Població de Maio, Cap Verd (1940—2010) | Població de Maio, Cap Verd (1940—2010) | Població de Maio, Cap Verd (1940—2010) | Població de Maio, Cap Verd (1940—2010) | Població de Maio, Cap Verd (1940—2010) | Població de Maio, Cap Verd (1940—2010) | Població de Maio, Cap Verd (1940—2010) |
| -------------------------------------- | -------------------------------------- | -------------------------------------- | -------------------------------------- | -------------------------------------- | -------------------------------------- | -------------------------------------- | -------------------------------------- |
| 1940                                   | 1950                                   | 1960                                   | 1970                                   | 1980                                   | 1990                                   | 2000                                   | 2010                                   |
| 2.237                                  | 1.924                                  | 2.680                                  | 3.466                                  | 4.098                                  | 4.969                                  | 6.754                                  | 8.303                                  |

## Història
Va ser descoberta en 1460, però no es va arribar a poblar fins al començament del segle xvi. Abans d'això va ser usada per a la pastura de les cabres. Entre el segle xvi i XIX, la principal ocupació de l'illa va ser l'extracció de sal pels anglesos. La sal extreta era enviada a l'illa de Santiago per després exportar-la a Europa, Àfrica i Brasil.

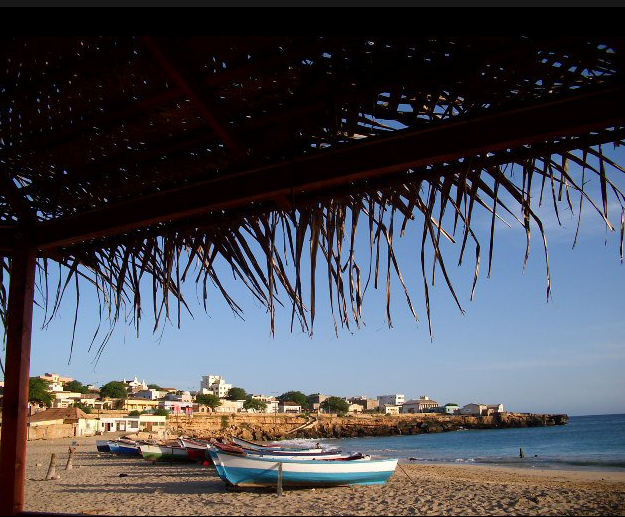
La vila de Maio pel capvespre

## Divisió administrativa
Forma part del municipi de Maio, que comprèn la freguesia de Nossa Senhora da Luz i les localitats de: 
- Alcatraz
- Barreiro
- Calheta
- Figueira da Horta
- Figueira Seco
- João
- Lagoa
- Monte Branco
- Morro
- Morrinho
- Pedro Vaz En la costa este de Maio
- Pedro Vaz Localizada cerca de Baia Galeão
- Pilão Cão
- Porto Cais
- Praia Gonçalo
- Ribeira Dom João
- Santo Antônio
- Vila do Maio/Porto Inglês